# Charles Phillips (archéologue)
Pour les articles homonymes, voir Charles Phillips.
Charles Phillips est un archéologue britannique né le 24 avril 1901 à Wimbledon, dans le Surrey, et mort le 23 septembre 1985 à Isleworth, dans le Grand Londres.

## Biographie
Charles William Phillips est le fils aîné d'un marchand de grains, Harold William Phillips, et de son épouse Mary Elizabeth Williams. Après le suicide de son père, en 1907, sa mère subvient aux besoins de ses trois enfants en devenant responsable d'une laiterie. Son père ayant été franc-maçon, Charles est inscrit à la Royal Masonic School de Bushey, dans le Hertfordshire. Il effectue ensuite des études d'histoire au Selwyn College de l'université de Cambridge de 1919 à 1922.
Charles Phillips occupe le poste de bibliothécaire du Selwyn College de 1929 à 1945. Il en est également fellow de 1933 à 1947. Il contribue de manière significative à l'étude archéologique des comtés du Lincolnshire et de la région d'Est-Anglie, notamment en fouillant des tumulus allongés du néolithique. Il reste néanmoins surtout connu pour son travail sur le site anglo-saxon de Sutton Hoo, dont il dirige les fouilles pendant l'été 1939, excavant notamment la riche chambre funéraire du bateau-tombe enfoui sous le tumulus no 1.
Durant la Seconde Guerre mondiale, Charles Phillips s'engage dans la réserve de la Royal Air Force et travaille sur l'analyse des photographies aériennes. Après la fin du conflit, il succède à O. G. S. Crawford comme officier d'archéologie attitré de l'Ordnance Survey en 1946. Il poursuit l'œuvre de son prédécesseur dans la production de cartes archéologiques de la Grande-Bretagne et développe considérablement la section archéologie de cette agence gouvernementale. Son travail est récompensé par la médaille Victoria de la Royal Geographical Society en 1967.
Charles Phillips meurt à l'âge de quatre-vingt-quatre ans le 23 septembre 1985. Ses mémoires, intitulés My Life in Archaeology, sont publiés deux ans plus tard.